# Loveless
Loveless is een album van de Ierse/Engels alternative-rock band My Bloody Valentine. Er werd van 1989 tot 1991 aan het album gewerkt en uiteindelijk op 4 november 1991 uitgebracht op het label Creation Records. Het album wordt door velen beschouwd als het magnum opus van de groep en het belangrijkste shoegaze-album. 
De opnamen voor het album kostten meer dan 300.000 euro, geld dat voornamelijk ging naar de productie zelf en de vier muziekvideo's die eruit voortkwamen. De hoge kosten brachten Creation Records op het randje van faillissement.

## Stijl
Het album werd grotendeels geschreven door Kevin Shields, die de gitaarlijnen en de meeste tekst schreef. Hij was ook verantwoordelijk voor het geluid van de gitaren, die onder een enorme laag distortion gemixt waren. De basgitaar was minder prominent aanwezig en de zang werd helemaal naar de achtergrond gemixt. De onderwerpen die worden bezongen zijn veelal moeilijk te verstaan, en gaan over liefde en seksualiteit. 
De manier waarop de drums waren gemixt was speciaal, daar drummer Colm Ó Cíosóig zijn arm had gebroken toen de opnames bezig waren, moest er immers veel met samples en eerder opgenomen live-materiaal gewerkt worden.

## Ontvangst
Door de specifieke stijl van het album viel Loveless buiten elke categorie. Het was extremer qua geluid dan enig ander shoegaze-album en was daarom populairder bij muziekjournalisten. Tot op de dag van vandaag wordt het door velen beschouwd als het belangrijkste album van het shoegazegenre. Het legde de lat echter hoog, te hoog voor navolgers, iets waar ook My Bloody Valentine zelf onder leed.

## Nummers
1. "Only Shallow" (Bilinda Butcher, Kevin Shields) – 4:17
2. "Loomer"  (Butcher, Shields) – 2:38
3. "Touched" (Colm Ó Cíosóig) – 0:56
4. "To Here Knows When" (Butcher, Shields) – 5:31
5. "When You Sleep" (Shields) – 4:11
6. "I Only Said" (Shields) – 5:34
7. "Come in Alone" (Shields) – 3:58
8. "Sometimes" (Shields) – 5:19
9. "Blown a Wish" (Butcher, Shields) – 3:36
10. "What You Want" (Shields) – 5:33
11. "Soon" (Shields) – 6:58

## Hitnoteringen

### NederlandseAlbum Top 100
| Hitnotering: 29-05-2021 t/m heden | Hitnotering: 29-05-2021 t/m heden |
| Week:                             | 1                                 |
| --------------------------------- | --------------------------------- |
| Positie:                          | 13                                |